# Illiat
Illiat település Franciaországban, Ain megyében. Lakosainak száma 696 fő (2022. január 1.). Illiat L’Abergement-Clémenciat, Cruzilles-lès-Mépillat, Garnerans, Saint-André-d’Huiriat, Saint-Didier-sur-Chalaronne, Saint-Étienne-sur-Chalaronne, Saint-Julien-sur-Veyle és Sulignat községekkel határos.

## Népesség
A település népességének változása:
| Lakosok száma | 435  | 384  | 396  | 517  | 592  | 610  | 627  | 663  | 681  | 696  |
|               | 1968 | 1982 | 1990 | 2006 | 2013 | 2015 | 2017 | 2019 | 2020 | 2022 |